# 패티 말로니
패티 말로니(Patty Maloney, 1936년 3월 17일 ~ 2025년 3월 31일)는 미국의 배우, 텔레비전 배우, 영화배우이다.

## 영화
- 트윈 폴스 아이다호 (1999년)
- 아담스 패밀리 (1991년)
- 크리프트 스토리 2 (1989년)
- 어니스트 2 - 크리스마스 구출 작전 (1988년)
- 위험한 유혹 (1984년)
- 사이드 쇼 (1981년)
- 무지개 아래 (1981년)
- 별들의 전쟁(영어판) (1979년)
- 스타워즈 홀리데이 스페셜 (1978년)
- 돈 비 어프레이드 오브 더 다크 (1973년)